# Mortonagrion stygia
Mortonagrion stygia är en trollsländeart som först beskrevs av Fraser 1954.  Mortonagrion stygia ingår i släktet Mortonagrion och familjen dammflicksländor. Inga underarter finns listade i Catalogue of Life.